# 趙隆美
赵隆美（1581年—1641年），字文度，号季昌。直隸常熟人。明朝官員。
趙用賢三子。由太仆寺丞、刑部主事转升郎中，官至叙州府知府。有子赵士春、趙士錦。